# Mika Kuusisto
Mika Kuusisto (n. 13 decembrie 1967, Jurva, Vaasa Province⁠(d), Finlanda) este un schior de fond ce a reprezentat Finlanda, medaliat olimpic. A participat la o ediție a Jocurilor Olimpice (1992) în care a câștigat o medalie de bronz.